# Warburgia salutaris
Warburgia salutaris (wegen des pfeffrigen Geschmacks der Rinde auch Pfefferborkenbaum genannt) ist eine Pflanzenart aus der Familie der Canellaceae.
Der Gattungsname Warburgia ehrt den deutschen Botanikers Otto Warburg (1859–1938), das Epitheton salutaris bedeutet gesund.

## Beschreibung
Warburgia salutaris wächst als immergrüner Laubbaum, der Wuchshöhen von 5 bis zu 10 Metern oder mehr erreichen kann. Die braune, mit vielen Lentizellen bedeckte und raue Borke ist bitter und pfefferig.
Auffallend sind die wechselständigen, einfachen, elliptischen bis lanzettlichen, oberseits dunkelgrünen und unterseits hellgrünen, kurz gestielten, ledrigen Laubblätter. Die ganzrandigen, verkehrt-eiförmigen bis -eilanzettlichen und kahlen Blätter sind spitz bis bespitzt. Sie sind bis etwa 11 Zentimeter lang, bis 3 Zentimeter breit und Drüsenbesetzt. Sie besitzen einen brennenden, bitteren, aromatischen Geschmack. Die Nebenblätter fehlen.
In den Blattachseln stehen die grünlichen und sehr kleinen, zwittrigen Blüten einzeln oder auf einem kurzen Blütenstandsschaft zu wenigen in einem zymösen oder traubigen Blütenstand zusammen. Es sind drei ledrige, dachige Kelchblätter und etwa 10 Petalen in zwei ungleichen Kreisen, die äußeren sind größer, vorhanden. Die 10 Staubblätter sind röhrig verwachsen und die Antheren sind frei. Der einkammerige Fruchtknoten ist oberständig mit kurzem, dickem Griffel und flacher, kopfiger, feingelappter Narbe.
Die rundlichen bis eiförmigen, ledrigen, gelb-grünen bis etwa 3 Zentimeter großen, ledrigen Beeren nehmen im Laufe des Reifeprozesses einen immer dunkleren bis purpurfarbenen Farbton an.

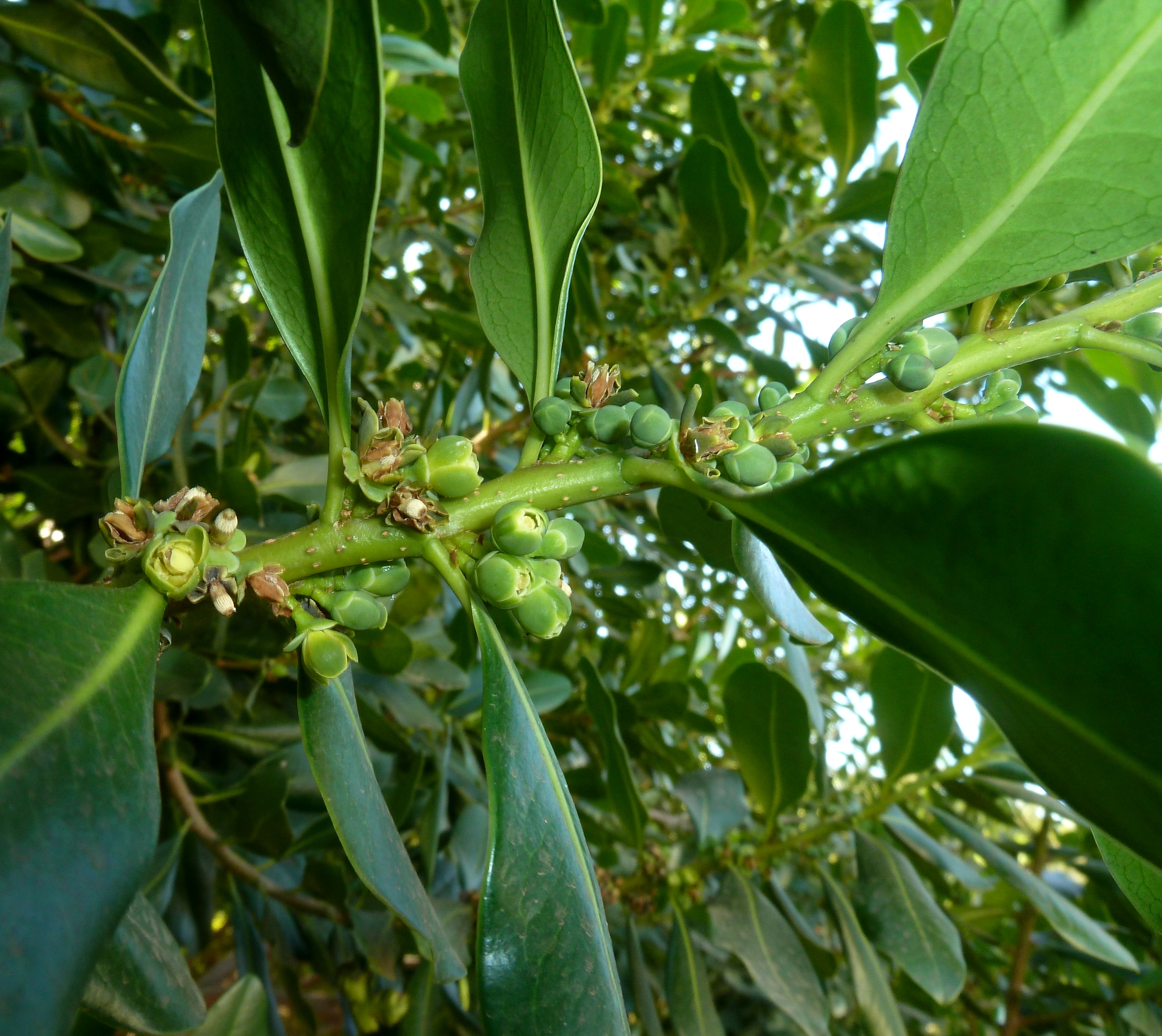
Warburgia salutaris

## Vorkommen
Warburgia salutaris ist in den immergrünen Waldgebieten des afrikanischen Kontinents (überwiegend im nordöstlichen Teil Südafrikas) heimisch. Das Verbreitungsgebiet reicht von Mosambik und Simbabwe bis KwaZulu-Natal.

## Nutzung
Die Einheimischen nennen diesen Baum auch Peeper Bark Tree, was Pfeffer-Borken Baum bedeutet und den pfeffrigen Geschmack der rauen, dunkelbraunen Rinde beschreibt. Zur Einnahme wird die Rinde getrocknet und pulverisiert und anschließend in Kugeln gepresst.
Bei den Einwohnern gilt der Pfefferbaum als „Ishibaha“, zu deutsch der Heiler, und wird bei verschiedensten Erkrankungen eingesetzt. Der Grund für seine starke Popularität ist die große Bandbreite an Wirkstoffen, die sich in der Baumrinde befinden.
Der bekannteste Wirkstoff ist sicherlich die Gerbsäure Tannin, die verantwortlich ist für die traditionelle Verwendung bei der Behandlung von Malaria.
Einer der antibakteriell wirksamen Bestandteile von Warburgia salutaris ist ein Sesquiterpen.
Die weiteren Wirkstoffe der Rinde haben stark fungizide (gegen Pilze wirksame) und antibakterielle Eigenschaften und machen sie zu einem „grünen“ Antibiotikum.
Speziell Erkrankungen der Atemwege, wie Erkältungen, Reizhusten, Bronchitis, Asthma und Lungenentzündung werden in der afrikanischen Medizin mit damit behandelt.
Sie findet auch bei der Behandlung von Magengeschwüren, Kopf- und Zahnschmerzen, Rheuma, Geschlechtserkrankungen, Blasenentzündung, Hauterkrankungen, Geschwüren und Ekzemen einen festen Platz in der afrikanischen Heilkunst.
Seit dem Bekanntwerden seiner Eigenschaften ist der Baum auf die Rote Liste gefährdeter Arten geraten. Durch den kontrollierten Anbau in offiziellen Plantagen hat sich die Lage jedoch etwas entspannt.
Die Blätter werden zum Würzen oder in Tees verwendet.